# ハミルトン (オハイオ州)
ハミルトン（英: Hamilton）は、アメリカ合衆国オハイオ州の都市。バトラー郡の郡庁所在地である。人口は6万3399人（2020年）。シンシナティ都市圏の一部である。歴史的な地域であるリンデンウォルドがあり、市の大部分はハミルトン教育学区に含まれている。
工業によって発展した市は、芸術によって街を活性化させようと、2000年に「彫刻都市（City of Sculpture）」を公式に宣言した。市内のピラミッドヒル・スカルプチャーパークなどには多くの彫刻作品が設置されている。

## 歴史
ハミルトンは1791年に、ヨーロッパ系アメリカ人によってハミルトン砦（アレクサンダー・ハミルトンに因んで名付けられた）として建設された。フロンティアにあった砦は、アーサー・セントクレア隊、後にアンソニー・ウェイン隊の補給基地として主に使われた。彼らの軍隊は北西インディアン戦争においてマイアミバレーに侵攻し、ショーニー族やマイアミ族を駆逐した。
インディアンは自分たちの領地をこの場所に維持してほしいと望んでいたが、連邦政府はアメリカ人の入植に前向きであった。
砦はグレートマイアミ川両岸の土手が徐々に高くなる場所に位置していた。川は普段は浅く、人や動物、荷馬車なども川底の砂利の上を容易に渡ることができた。1800年までには砦は放棄され、ハミルトンは農業や地域交易の町となった。1803年までに町の名前が付けられ、郡庁が置かれた。
ハミルトンはオハイオ州議会下院の決議により、1810年に初めて法人化された。しかし、1815年の選挙でその地位が失われた。1827年にグレートマイアミ川の対岸、セントクレア郡区内にあったロスビルとともに再び法人化された。ハミルトンとロスビルは1831年に切り離されたが、1854年に再び合併した。
1867年5月14日、ハミルトンはフェアフィールド郡区とセントクレア郡区から離脱し、「ペーパータウンシップ（名目上、書類上の郡区）」となった。
1859年9月17日の午後、エイブラハム・リンカーンがハミルトン駅（現在は市の歴史的保存リストに載っている）に到着した。リンカーンはオハイオ州知事に立候補していた共和党の仲間、ウィリアム・デニソンの応援演説を行った。彼の演説の内容は国民主権に集中していた。「この美しく名高いマイアミバレーは世界の緑地帯である。」彼の演説はこの一文から始まった。比較的知られていないが、この応援演説でリンカーンは大統領候補になる可能性についてはじめて言及した。

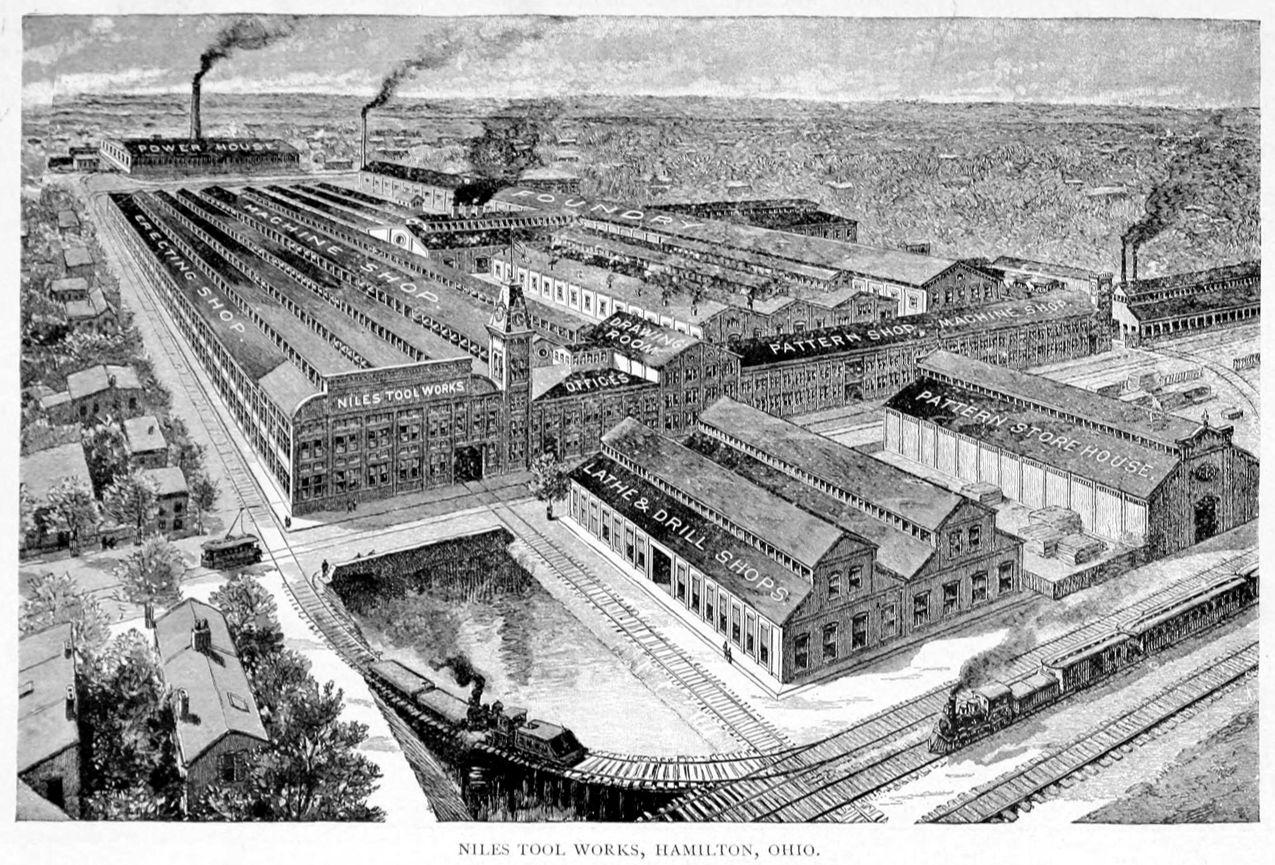
ナイルズ・ツール・ワークス （1896年）

19世紀半ばまでに、ハミルトンは大きな工業都市に成長した。初期の生産物はスチームエンジン、ハイカッター（秣切り）、刈取機、脱穀機といった農業に使われる機械や設備が多かった。その他には工作機械、製材用のこぎり、紙製品、製紙機械、馬車、銃器、ウィスキー、ビール、毛織物など、鉱物、穀物、布地から多種多様な生産物がつくられた。
20世紀半ばまでには、市では金庫、工作機械、野菜の缶詰、紙製品、製紙機械、機関車、分岐器、スチームエンジン、ディーゼルエンジン、鋳物製品、印刷機、自動車部品、軍需資材、リバティ船のエンジン、砲身旋盤などの生産拠点となった。製造メーカーは炉の燃料にコークスを使っていた。
ハミルトンが位置していたグレートマイアミ川の谷は巨大な工業地域となっていた。
郡裁判所が1885年から1889年にかけて建設され、この建物は歴史的建造物としてアメリカ合衆国国家歴史登録財に登録されている。市内にはリンデンウォルドなど3か所の歴史的地域があり、1900年前後に建てられた住居が特色である。シンシナティと同じように、ハミルトンには19世紀半ばにドイツ人やイタリア人の移民が多くやってきた。彼らの影響が文化、食物、建築などに現れている。
市内にはユダヤ人のコミュニティもある。東ヨーロッパからのユダヤ人の移民の増加に伴い、彼らユダヤ人は市内の改革派のシナゴーグに代えて正統派のベス・イスラエル・シナゴーグを1901年に設立した。当時、ハミルトン市内には250組前後のユダヤ人の家族が暮らしていた。

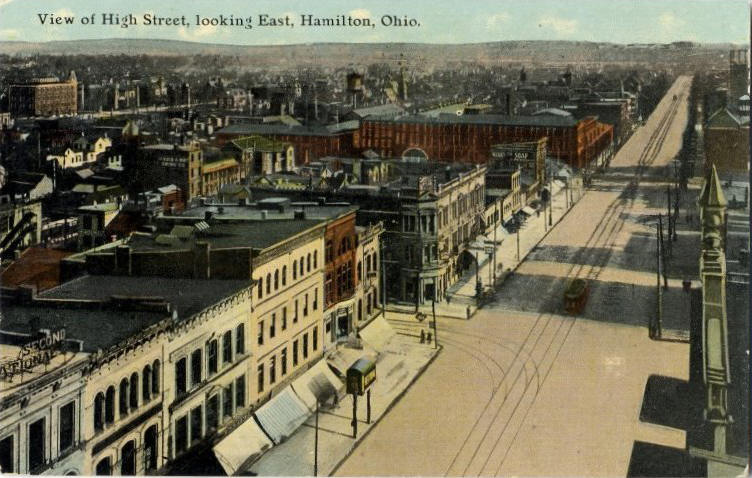
ハイ・ストリートから東を望む（1911年）

1920年代、シカゴの多数のギャングスターがハミルトンに第2の住居を建設した。このためにハミルトンは「リトルシカゴ」というニックネームで呼ばれた。彼らギャングの中には賭博や売春の盛んな地域の土地を買っていた者もいたようである。第二次世界大戦中、軍は徴兵された人員に対して、賭博や売春が蔓延していたために市の全域を立ち入り禁止にした。マダム・フリーズや、ウッド・ストリート（現在のパーシング・アベニュー）沿いにずらりと並んでいた売春宿は兵士たちの間で広く知られていた。市内の工場は戦争遂行努力のために、戦車の砲塔、リバティ船、潜水艦のエンジン、金属部品などの軍需品に生産を切り替えた。
1950年代に全国的な高速道路網システムとして、州間高速道路75号線が新たに建設され、市にはバイパスが作られた。市を通過する車の交通量を減らす決断がなされ、最新の交通輸送ネットワークから切り離されることとなった。企業の興味はハイウェイに接続している外部へと移っていった。それでも1999年にバトラー郡ベテランズ・ハイウェイが建設されるまで、ハミルトンはアメリカで州間高速道路に接続していない都市のうち2番目に規模の大きな都市であった。
1975年3月30日、イースターの日曜日にジェームズ・ルパートがハミルトンのマイナー・アベニュー635番地にあった彼の母親宅で11人の家族を殺害した。この事件は後に「イースター・サンデーの大量殺人」と呼ばれている。この殺人事件はハミルトンや郡全体に大きなショックを与えた。個人宅で起きた事件として、11人の家族を殺害というのは当時のアメリカで最多であった。
20世紀後半、重工業への産業構造改革が行われた結果、工場の合併、移転、最終的には事業の海外移転が進み、古くからの工業都市では多くの失業者が発生した。他のラストベルト北部に位置する都市と同じように、ハミルトンは大規模な社会変革の後に新たな経済を発展させようともがいていた。しかし人口を維持することはできず、むしろ人口が流出していった。
20世紀後半からは主にメキシコやラテンアメリカからのヒスパニック系の新たな移民が住み着いた。
1986年3月28日、ハミルトンを宣伝する一環として計画されたのが市の名前にエクスクラメーション・マーク（！マーク）を付け加えるというもので、市議会の投票では5対1の賛成多数であった。そういうわけで、ハミルトンは公式にHamilton!となった。
市の文書、レターヘッド、名刺、標識など広範囲にわたって"Hamilton!"が使用されたが、新しい市名をランドマクナリーの州地図に記載することがうまくいかず、アメリカ地名委員会でも市名の変更が承認されなかった。市のウェブサイトでは現在！マークは付けられていない。
2009年、バークレースプリングス国際水テイスティングコンテストで市はアメリカで最も水の美味しい自治体に輝いた。2015年に再びトップに返り咲いた。

### 1913年の洪水
有史以前に谷一帯で洪水が起こったことを、地理学や地質学上の証拠が示している。ヨーロッパ系アメリカ人が入植してからは、日記、逸話、民話、手紙、公式の記録などは比較的激しい洪水が1814年、1828年、1832年、1847年、1866年、1883年、1897年、1898年、1907年にあったことを示す証拠資料であった。
1913年、最大級の洪水が発生した。以前からの雨で土壌に水がしみ込んでいただけでなく、地面も凍り付いており、激しい雨は流域全体に流れ込んだ。この結果、降った雨のほとんど、90％が河川に直接流れ出したと推定される。5月25日～29日の5日間で合計9インチ～11インチ（約230mm～280mm）の降水量があった。
ナイアガラの滝から流れ落ちる水の30日分と同じくらいの水量が、その後の洪水でマイアミ・バレーから流出した。グレートマイアミ川バレー全体では360人が死亡し、そのうちハミルトンでは200人が死亡した。溺死した人、流されて行方不明になった人、病気や合併症で亡くなった人もいれば、あまりの被害に自殺をした人もいた。
谷では当時の金額で約1億ドル、現在の金額にして20億ドルの損害を受けたと推計される。洪水はハミルトン市内に架かっていた4つの橋（ブラック・ストリート橋、ハイ・メイン・ストリート橋、コロンビア橋、鉄道橋）を2時間かからずに破壊するほどの強さであった。
ハミルトンでは予期せず水かさが上がり、突然恐怖に襲われた。ダウンタウンでは3フィート～8フィート（約90cm～240cm）ほどの深さまで浸水した。ノースエンドの5番ストリートに沿ってサウスハミルトン・クロッシングにかけての地域に至っては、18フィート（約5.5m）に達した。
洪水はDストリートから西へと広がった。これは現在のエリー・ハイウェイの東側にあたる。水位の上昇があまりに速かったために、多くの人が職場や自宅に閉じこめられた。屋根裏に逃げ込まなければならなくなったが、水位がさらに増して屋根を突き破ったというケースもあった。気温は氷点下付近で推移していた。
水の流れは様々に変化したが、谷の幅が狭くなっているような場所では時速20マイル以上の急流となっていた。死体、1,000頭以上の溺死した馬、家畜、ペット、汚水などが水を汚染した。当時の人口約35,000人のうち、約10,000人が家を失った。数千もの家屋が洪水で破壊され、その後、そのうちの多くは損傷が激しいために修復できずに市の労働者によって取り壊された。

## 地理
ハミルトンは北緯39度23分45秒 西経84度33分54秒 / 北緯39.39583度 西経84.56500度に位置している。
アメリカ合衆国国勢調査局によれば、市域全面積は22.08平方マイル (57.19 km2)で、このうち陸地は21.60平方マイル (55.94 km2)、水域は0.48平方マイル (1.24 km2)である。

## 人口動態
以下は2010年の国勢調査による人口統計データである。
| 基礎データ - 人口: 62,447 人 - 世帯数: 24,658 世帯 - 家族数: 15,489 家族 - 人口密度: 1,195.5人/km2（2,892.5人/mi2） - 住居数: 27,878軒 - 住居密度: 498.3軒/km2（1,290.6軒/mi2） 人種別人口構成 - 白人: 84.0% - アフリカン・アメリカン: 8.5% - ネイティブ・アメリカン: 0.2% - アジア人: 0.6% - 太平洋諸島系: 0.1% - その他の人種: 3.6% - 混血: 2.9% - ヒスパニック・ラテン系: 6.4% | 世帯と家族（対世帯数） - 18歳未満の子供がいる: 32.9% - 結婚・同居している夫婦: 39.3% - 未婚・離婚・死別女性が世帯主: 17.3% - 未婚・離婚・死別男性が世帯主: 6.2% - 非家族世帯: 37.2% - 単身世帯: 30.6% - 65歳以上の老人1人暮らし: 10.8% - 平均構成人数 - 世帯: 2.47人 - 家族: 3.06人 年齢別人口構成 - 18歳未満: 24.9% - 18-24歳: 9.4% - 25-44歳: 27.6% - 45-64歳: 24.9% - 65歳以上: 13.2% - 年齢の中央値: 35.3歳 - 性比 - 男性: 48.8% - 女性: 51.2% |

## ハミルトン・ハイドロリック
ハミルトン・ハイドロリック、またはハミルトン&ロスビル・ハイドロリックともよばれる水力発電所は、商店や工場に水力エネルギーを供給するために考案された。発電所は市の絶頂期の一つであった1840～1860年、産業の成長、人口の増加にさらに拍車をかけた。
将来の産業の動力源として、ハミルトンの北を流れるグレートマイアミ川から人工的に造られた水路と天然のため池を通して市内に取り込んだ。
発電所は市から約4マイル北の川沿い、水を発電所に送るためのダムが建設された場所で操業を開始した。すぐ近くには2つのため池が水を湛えており、そこから水路が北5番ストリート（現在のマーケット・ストリート）に沿って南へと続いていた。水路はその後鋭く西へ曲がり、マーケット・ストリート、ノースモニュメント・アベニューの交差点付近、かつてハミルトン市役所があった場所と、現在のマリオットのホテルとの間で川に注いでいた。
この水路に最初水が通ったのは1845年1月のことだった。発電所の建設が始まった1842年には、水路沿いには電力を使う施設は無く、計画はリスクを孕んでいた。だがこの賭けに成功した。数軒の小さな工場が1840年代に建てられた。その一つがベケット・ペーパー社である。
1870年代に据付スチームエンジンが手頃で実用的になっても、水力はハミルトンの産業の主要な動力源であった。第1次世界大戦後、トラクターの工場用地を探していたヘンリー・フォードの目は水力発電所のあったハミルトンに向けられた。
フォード社は発電所から供給される電力を利用できる市の北端、北5番ストリートに工場を建設したが、間もなく工場は自動車部品の生産に切り替えられた。
ロスビル水力発電所もまた建設されたが、ハミルトン水力発電所ほどの成功を収めることはできなかった。

## 教育
市はハミルトン市教育学区に属している。この学区では8校の小学校とフレッシュマンスクールの建設、2校の中学校の改修、高校では2つの新たなジム、メディアセンター、6つの教室、さらにカフェテリアを新設した。2002年、ジョージ・W・ブッシュ大統領がハミルトンを訪問し、ハミルトン高校で落ちこぼれ防止法（The No Child Left Behind Act）に署名し、法案を成立させた。
ステファン・T・バディン高校はシンシナティ大司教区が管轄する私立のカトリック系高校である。市内やその周辺にはカトリック系の小学校も数校ある。
オハイオ州オックスフォードに本部を置くマイアミ大学の分校である、マイアミ大学ハミルトン校が市内にある。ハミルトン校は1968年に開設され、現在は5,000人以上の学生を有する。近隣のミドルタウンにもキャンパスがあり、こちらは生徒数約2700人である。

### レイン図書館システム
レイン公立図書館はジャーマン・ビレッジ歴史地区の中心部にある、建築学上で重要な建造物の中に位置している。1866年に地元の慈善家クラーク・レインによって建設された。レイン図書館はアレゲーニー山脈（アパラチア山脈）以西では最も歴史の古い図書館である。現在、図書館の改修・拡張計画が進められている。
1995年～1996年にかけて建物の大規模な改修が行われ、図書館はビクトリア調の建築様式を守りながら、設備は21世紀の技術を取り入れたものにアップグレードされた。25,000平方フィート（約2,300m2）の床面積を持つ建物内には、管財、情報、貸出、ティーン、子どもの部門がある。
クラーク・レインは最初の図書コレクションとして、約3000冊を寄贈した。現在、蔵書数は123,000冊を超えている。一般向けの本や学術調査資料に加え、ビデオ、DVD、CD、CD-ROM、オーディオブック、電子書籍などの資料も揃えている。2000年には435,000点以上の資料が貸し出され、図書館員は48500件以上の問い合わせに答えた。

## 政治

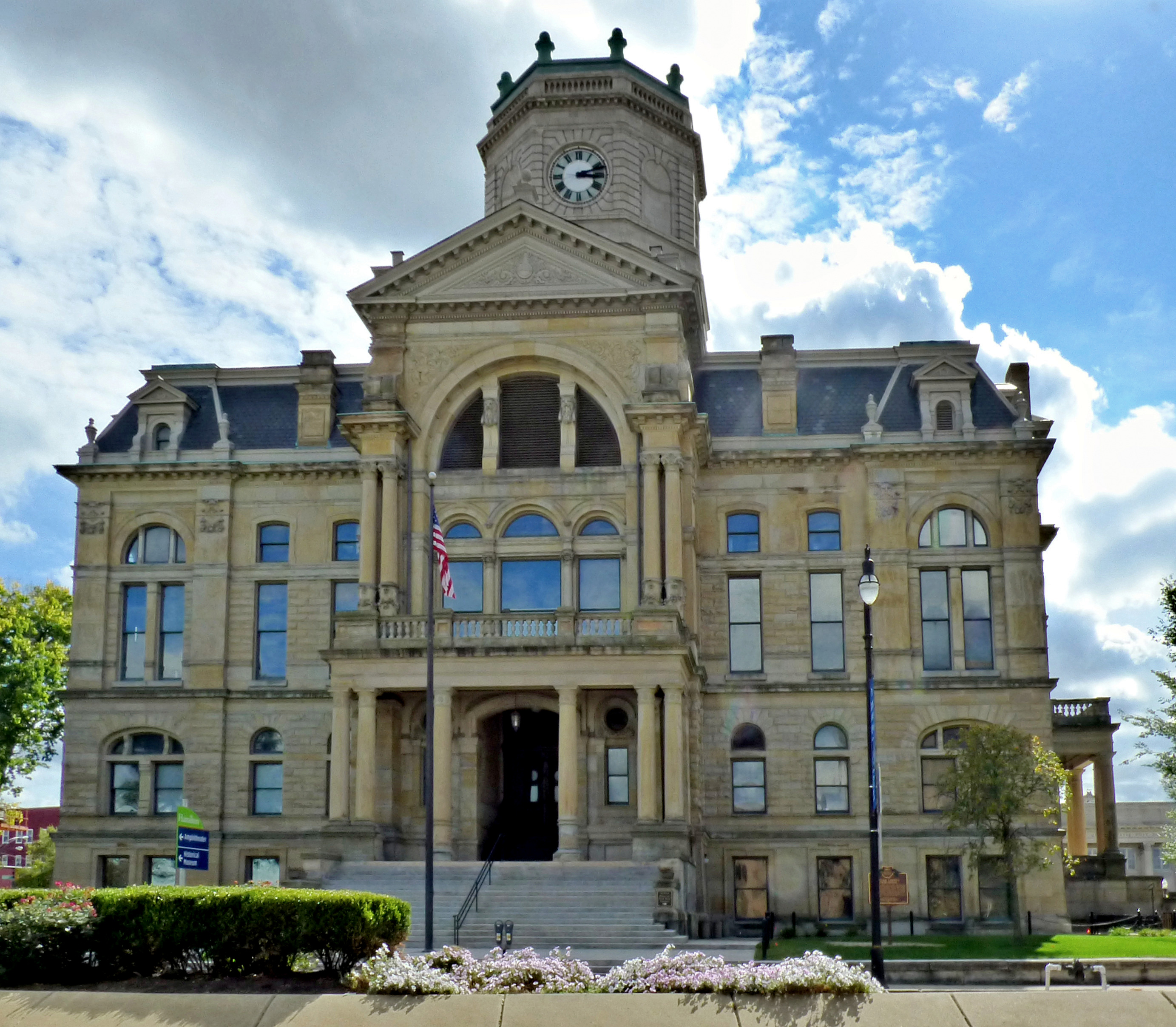
郡裁判所

市議会は党派に属さない7人の議員で構成される。任期は4年だが、議員の改選時期は同じではない。議員の中から市長が選出され、また同時にシティ・マネージャーが任命される。市議会は市の立法を担っており、シティ・マネージャーに政策方針を提出する。市の裁判所の裁判官も選挙で公に選ばれる。
市がシティー・マネージャー制を採ったのは1926年で、比例代表制の単記移譲式投票で選挙が行われた。この制度は移住人口の増加で急速に変化する市民の需要に応えるために発展させられた。
「比例代表制単記移譲式投票方式では、投票者は大選挙区もしくは複数の人物が当選する選挙区で、候補者に順位をつける。各々の投票は最終的には1人の候補者への投票としてカウントされるが、1番目に順位付けした候補がすでに当選を決めているか、もしくは当選する見込みがない場合、2番目またはそれ以降の順位をつけた者に票を移すことができる。このようにして、有効な投票の数を最大化し、少数派でも議席を増やすことができるのである。」
アシュタビューラが比例代表制単記移譲式投票を1915年に導入したのに続き、オハイオ州のいくつかの主要都市はこの選挙方式を20世紀初頭に採用した。ハミルトンもそのうちの一都市である。この制度は一部の都市で採り入れられている、多数代表制、勝者総取り方式、大選挙区制など、多数派に有利で少数派が勝ちにくい選挙制度よりも優れていると考えられている。比例代表制単記移譲式投票方式を採用することで、女性などの社会的少数者が政治に参加し、大選挙区制では落選していたであろう候補が市議会議員に当選することができた。
比例代表制単記移譲式投票方式の全国的な成功（ニューヨーク市でも一時導入された）は、落選した大物政治家や政党からの反発を招いた。ハミルトンでは反対者たちが市憲章の撤廃を求める運動を何度も展開した。12年間で4度の住民投票を行うもことごとく失敗したが、最終的に比例代表制の撤廃に成功した。ハミルトンの選挙制度が多数代表制に再び戻ってからは、アフリカ系アメリカ人の少数派は市議会の議席を勝ち取ることが難しくなった。しかしながら、2015年には市議会に女性（白人）が2人、アフリカ系アメリカ人男性が1人新たに加わった。なお、他の議員はすべて白人男性である。
シティ・マネージャーは執行役の長として、675人以上の正規雇用の職員を指揮し、300億円以上の予算を管理している。シティ・マネージャーは公安管理官の職位も兼ねており、110人以上の常勤の警察官、110人以上の常勤の消防士に対しても責任を負う立場にある。

## 著名な出身者
- ウィリアム・ディーン・ハウエルズ - 作家、文芸批評家。
- スティーヴ・モーズ - ロックギタリスト。
- ロバート・マックロスキー - 絵本作家、イラストレーター。
- グレッグ・デュリ - ミュージシャン、シンガーソングライター。
- ジョー・ナックスホール - 史上最年少（15歳10ヶ月11日）でメジャーリーグの公式戦に出場した野球選手。
- ジム・ライトル - 広島東洋カープ、南海ホークスなどに所属していた野球選手。
- ジミー・ウィン - 野球選手。
- ショーン・エイブナー - 野球選手。
- ジム・トレーシー - 横浜大洋ホエールズなどに所属していた野球選手。モントリオール・エクスポズの監督も務めた。
- ロジャー・トラウトマン - ファンクミュージシャン。
- スコット・ウォーカー -歌手。
- カマサミ・コング - ラジオDJ。